# Manuel de la Cruz González
Manuel de la Cruz González Luján (San José, 16 de abril de 1909—22 de septiembre de 1986) fue un pintor y escritor costarricense, conocido principalmente por sus pinturas de arte abstracto, siendo uno de los primeros artistas en introducir el arte contemporáneo en su país. Recibió el Premio Nacional Aquileo J. Echeverría de pintura en 1963, y el Premio Nacional de Cultura Magón, el máximo galardón de la cultura costarricense, en 1981.

## Biografía
Nació en la ciudad de San José el 25 de febrero de 1909

Entre 1928 y 1937, participó en las exposiciones de artes plásticas auspiciadas por el Diario de Costa Rica en el Teatro Nacional. En 1934 fue participante activo del Círculo de Amigos del Arte, que integraba un gremio de artistas e intelectuales, auspiciado por los pintores Teodorico Quirós Alvarado y Max Jiménez, y que reunía a connotados miembros de la élite artística nacional de la época, como Francisco Amighetti, Francisco Zúñiga y Juan Manuel Sánchez Barrantes. Este grupo promovió el intercambio de ideas, el enriquecimiento del pensamiento y la discusión y análisis de temas de actualidad.
Entre 1946 y 1947 fundó el Grupo Experimental, grupo de teatro conformado por estudiantes y profesores de la Universidad de Costa Rica. Este grupo representó obras como El paso de las aceitunas y el Mancebo que casó mujer brava, en el Teatro Nacional. También laboró como profesor en la Escuela de Bellas Artes.
Viajó fuera del país, a Cuba y Venezuela, donde conoció las corrientes artísticas del momento, estando en contacto con un ambiente más universal. Conoció artistas de relieve internacional, como Jesús Soto, Lía Bermúdez y Alejandro Otero. En Maracaibo fue profesor del Centro de Bellas Artes.
En 1961 fue uno de los fundadores del Grupo Ocho, conformado además por otros cinco pintores (Rafael Ángel García, Harold Fonseca, Luis Daell, César Valverde Vega y Guillermo Jiménez Sáenz) y dos escultores (Néstor Zeledón Guzmán y Hernán González Gutiérrez). La mayoría de sus miembros se habían formado en el exterior, por lo que el Grupo Ocho fue fundamental en el despegue del arte nacional, revolucionando la plástica costarricense con la introducción del arte abstracto, rompiendo de esa manera con el arte clásico que predominaba durante esta época. Dos años después, fue galardonado con el Premio Nacional de Pintura.
En 1964, junto a Carlos Moya, Rafa Fernández y Claudio Carazo, formó el Grupo Taller, al que luego se integraron Teresita Porras, Sonia Romero Carmona y José Luis López Escarré. Estos artistas participaron en múltiples exposiciones tanto en Costa Rica como en el exterior.
En 1971, durante la I Bienal Centroamericana de Pintura, expuso sus obras pictóricas abstraccionistas, poniendo en contacto, por primera vez, al público costarricense con el arte contemporáneo. Entre 1972 y 1973 fue profesor de la Escuela de Arquitectura de la Universidad de Costa Rica. En 1981 fue galardonado con el Premio Magón, el máximo honor que otorga el Ministerio de Cultura y Juventud de Costa Rica.
Realizó gran cantidad de exposiciones individuales y colectivas en Costa Rica, Cuba, Venezuela y Estados Unidos, entre 1935 y 1986.
Falleció en su ciudad natal el 22 de septiembre de 1986. El Museo Histórico Dr. Rafaél Ángel Calderón Guardia bautizó con su nombre una de sus galerías.

## Obra

### Artes plásticas
Pintor autodidacta, perteneció a dos generaciones de pintores que revolucionaron el arte nacional: la Generación de los Treinta, de un profundo sentimiento artístico nacionalista, y el Grupo Ocho, introductor del arte abstracto en el país. Se le considera el nexo de unión entre ambas generaciones de artistas. Manuel de la Cruz González fue uno de los pintores que rompió la pintura imitativa del academicismo clásico, e introdujo la pintura al aire libre, captando por primera vez el paisaje costarricense como temática de su arte.
En 1949, durante su estadía en Cuba, se vinculó con las corrientes de artistas más importantes del momento, siendo impresionado principalmente por el muralismo mexicano. También pintó una serie de retratos al óleo y algunos dibujos en tinta china y cera. Posteriormente se trasladaría a Venezuela durante 1952, donde su pintura toma un giro hacia lo geométrico, con síntesis de las figuras y la aparición de la gama colorista y terrosa. La abstracción de la figura será el inicio de la producción de una serie de obras en laca. Estas lacas representan la experimentación geométrica abstracta con acento minimalista, desarrollada por González entre las décadas de 1950 y 1960: Abstracción geométrica (1964), Amarillo continuo (1971), Síntesis del ocaso (1971), Equilibrio cósmico (1965), etc.
Junto a los miembros del Grupo Ocho, que se reunía en su casa  para compartir sus conocimientos plásticos, respetando el pensamiento artístico de cada integrante, contribuyó a afianzar el arte no figurativo en Costa Rica. Incursionó también en el muralismo con Mural espacial (1962), pintado en el edificio de Las Arcadas en San José (costado norte del Parque Morazán), obra que se ha perdido.
Para 1971, siendo ya un artista maduro, echó mano de diferentes vehículos de expresión para exponer sus abstracciones geométricas: el arte pop, el realismo estilizado y el simbolismo expresionista, ejerciendo de esta manera una gran influencia en el desarrollo de la pintura contemporánea en Costa Rica. Hacia el final de su carrera, su obra se volvió más nostálgica, tomando como base algunos bocetos elaborados durante su juventud, impregnándolos de un ambiente de abstracción distinto al de otros paisajistas costarricenses.

### Literatura
Incursionó en la literatura con algunos cuentos que aparecieron en importantes revistas en Costa Rica. Durante su estadía en Cuba, publicó una serie de cuentos que luego fueron reunidos y editados por la Editorial de la Universidad Estatal a Distancia en 2010.

## Premios
- Medalla de plata en pintura en la III Exposición de Artes Plásticas de Costa Rica, 1931.
- Medalla de plata en la I Exposición Centroamericana de Artes Plásticas, 1935.
- Medalla de bronce en la Exposición de Arte Contemporáneo de 79 países, en la International Business Machines, Feria Mundial de Nueva York 1939.
- Medalla de honor en la Exposición Gallery of Science and Art, Nueva York, 1939.
- Premio Nacional Aquileo J. Echeverría de pintura, 1963.
- Medalla de Oro al Mérito otorgada por el presidente de la República, José Joaquín Trejos Fernández, en 1967.
- Premio Nacional de Cultura Magón, 1981.